# Quảng trường Rybné (Bratislava)
Quảng trường Rybné, hay Quảng trường Cá ở Bratislava (tiếng Slovakia: Rybné námestie (Bratislava)) là một trong những quảng trường lịch sử ở thủ đô Bratislava, Slovakia.

## Vị trí
Quảng trường Cá nằm trong khu vực tiếp giáp với các địa danh như: Quảng trường Hviezdoslav (Hviezdoslavovo námestie) về hướng Đông - Đoạn đường nối với thân Cầu SNP về hướng Tây - Bờ kè sông Danube về hướng Nam - Ngôi nhà Nghệ thuật Quốc tế dành cho Trẻ em Bibiana về hướng Bắc.

## Lịch sử
Ban đầu, quảng trường hình thành ở một khu vực ngoại ô nằm bên ngoài các công sự của thành phố, giáp với vịnh Danube và có một bến tàu, cho nên khu vực này được đặt tên là Fletzerstadl. Do vị trí gần sông, đây đã là nơi đánh bắt và buôn bán cá của ngư dân địa phương. Tuy nhiên, vào thời điểm lúc bấy giờ, quảng trường còn có những quầy hàng bán thịt, đồ gốm và các loại hàng hóa khác.
Đầu thế kỷ 18, hai cột bệnh dịch (Morový stĺp) được dựng lên ở quảng trường này, nhưng chỉ có cột bệnh dịch từ năm 1713 còn tồn tại cho đến ngày nay. Năm 1752, nhà máy bia Meštianský đã được xây thêm ở phía Nam của quảng trường, ngăn cách khu vực quảng trường với bờ kè sông Danube. Vào cuối thế kỷ 20, quảng trường cũng được tái thiết trên quy mô lớn.
Quảng trường đã từng tiếp giáp với khu định cư Vydrica (khu định cư cũ bên dưới lâu đài Bratislava), nên được gọi là Weidritzer Platz (Vydrické námestie). Tên gọi chính thức là Quảng trường Cá (Rybné námestie) được hình thành sau khi những người bán cá từ Quảng trường Franciscan (Františkánske námestie) chuyển đến quảng trường này.

## Hình ảnh

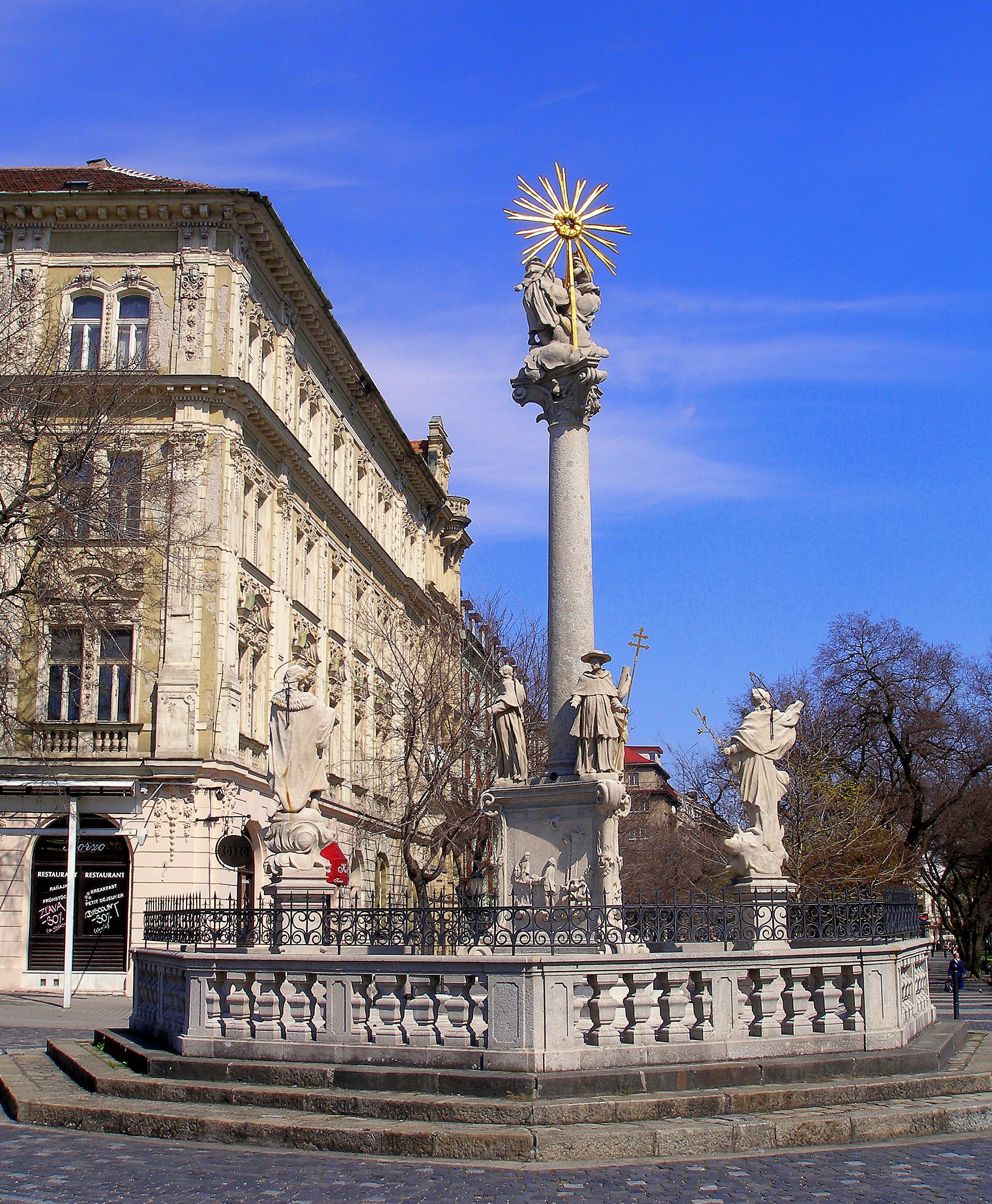
Cột bệnh dịch có từ năm 1713 (2010)
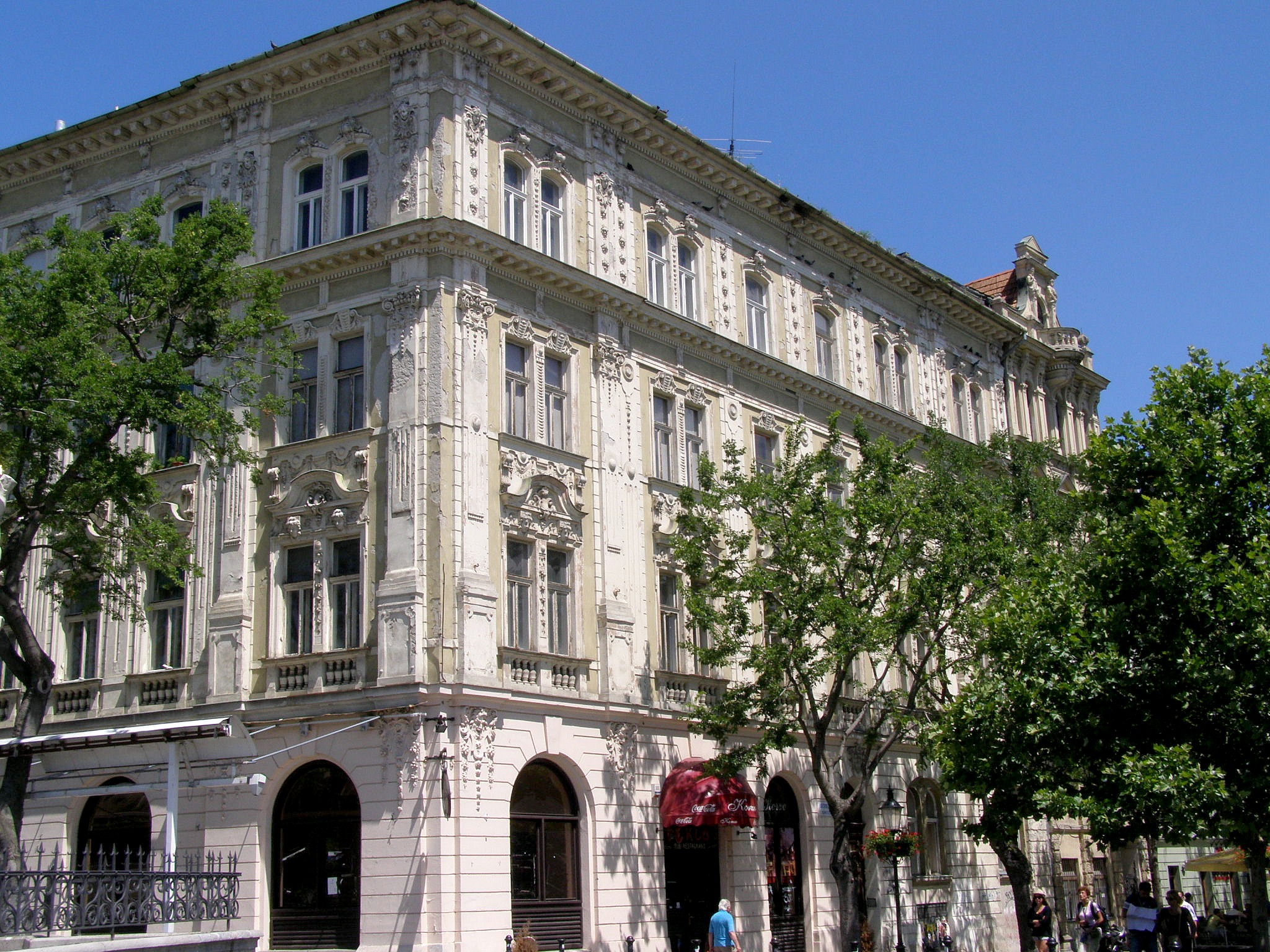
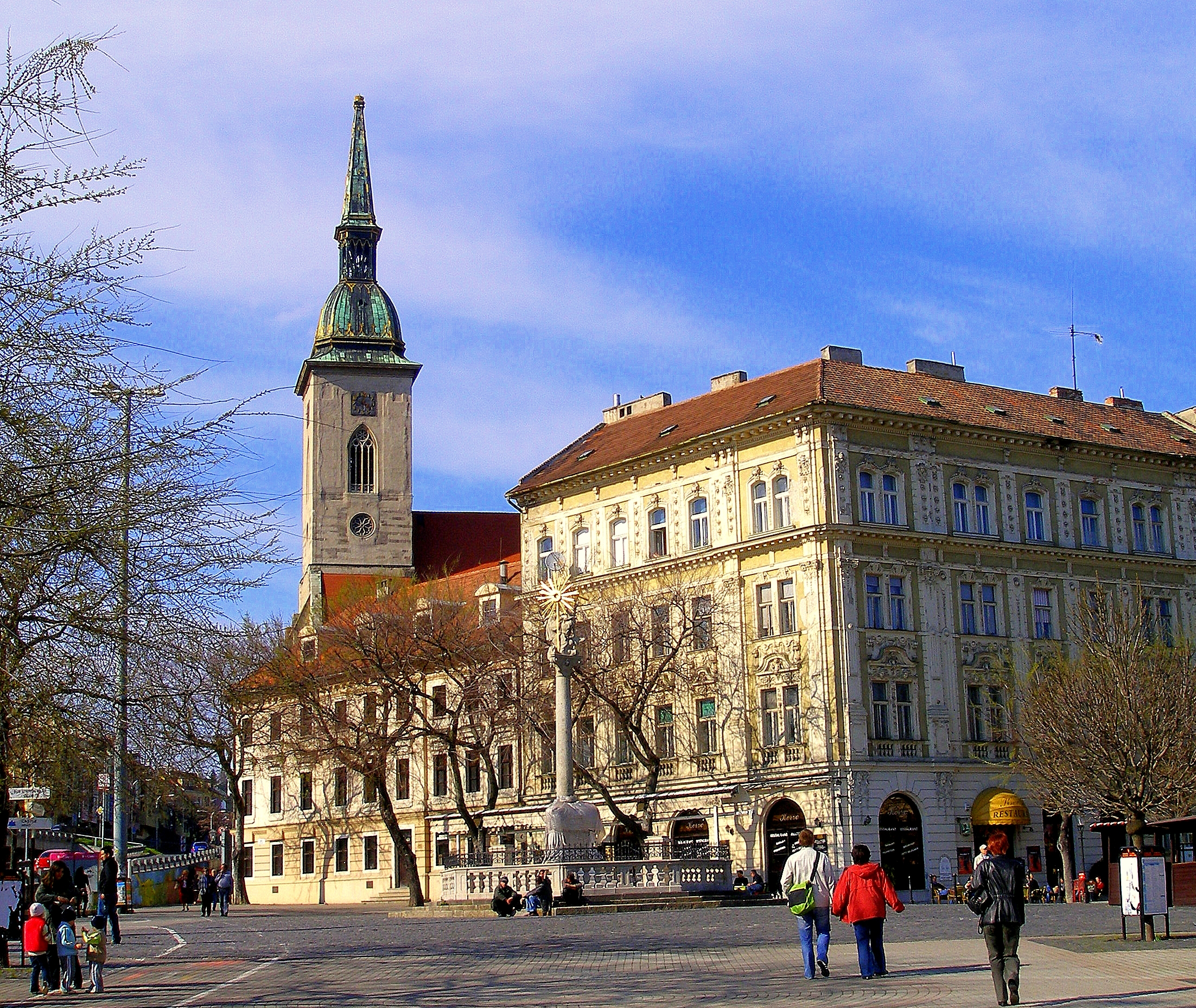
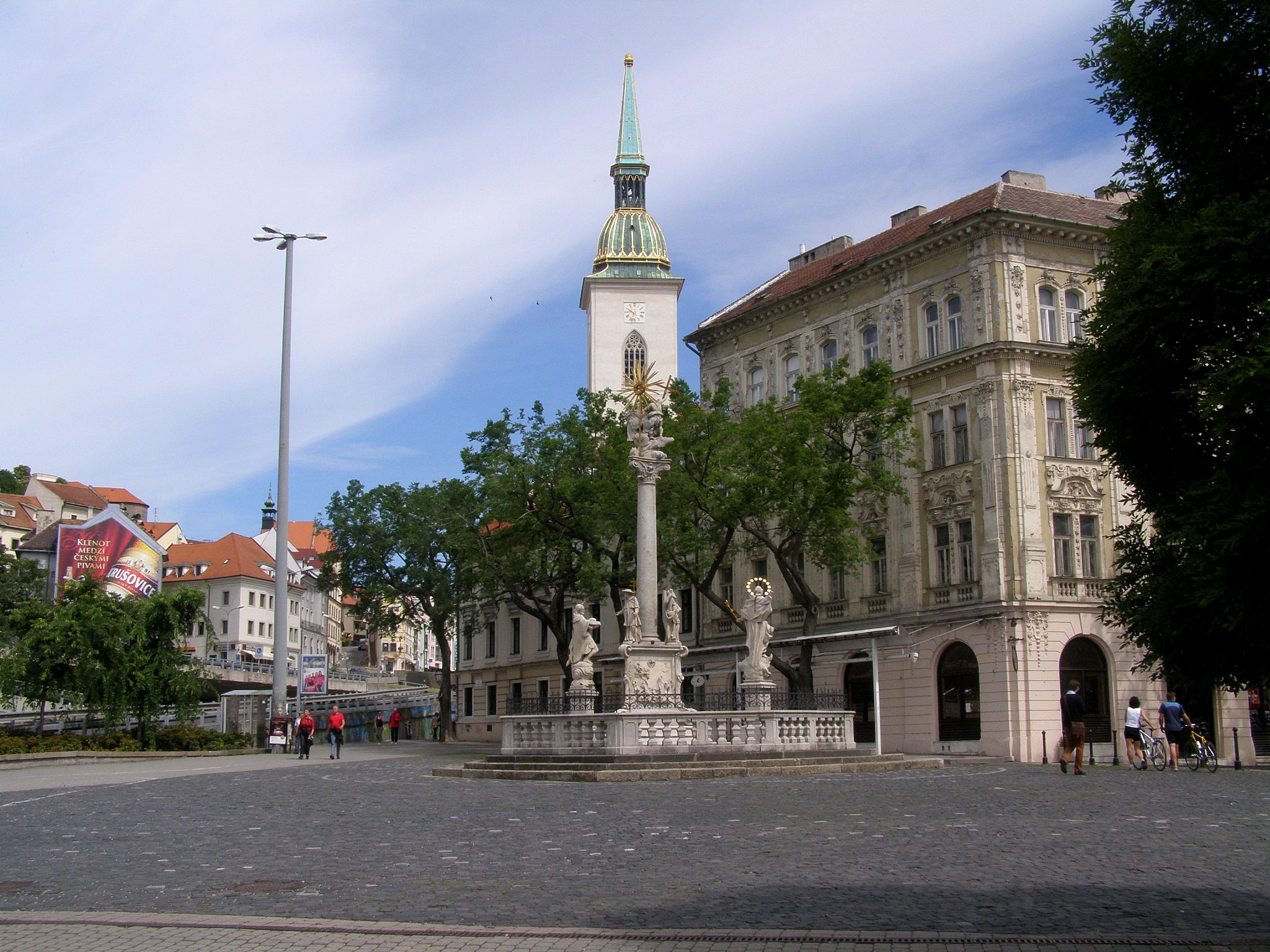